# Luca Lampis
Luca Lampis (ur. 11 października 1985) – francuski zapaśnik w stylu wolnym. Piętnasty na mistrzostwach świata w 2007. Jedenasty na mistrzostwach Europy w 2012. Trzeci na uniwersyteckich MŚ z 2006 i na igrzyskach śródziemnomorskich w 2013 roku.